# Nicolás Mezquida
Pour les articles homonymes, voir Mezquida.
Nicolás Mezquida est un footballeur uruguayen né le 21 janvier 1992 à Paysandú. Il joue au poste d'attaquant au Ethnikos Achna.

## Biographie
Le 5 février 2014, Nicolás Mezquida et Sebastián Fernández sont transférés aux Whitecaps de Vancouver en MLS.
Après trois ans et demi aux Rapids du Colorado, il est transféré au Volos FC le 28 juin 2022 et retourne en Europe après une expérience en Norvège en 2011.

## Palmarès
- Whitecaps de Vancouver
  - Vainqueur du Championnat canadien en 2015